# Parafia św. Józefa w Gdańsku
Parafia św. Józefa w Gdańsku – rzymskokatolicka parafia usytuowana w gdańskiej dzielnicy Przymorze Wielkie przy ulicy Jagiellońskiej. Wchodzi w skład dekanatu Gdańsk Przymorze, który należy do archidiecezji gdańskiej.

## Historia
Historia duszpasterstwa na Przymorzu przy ulicy Jagiellońskiej sięga początków lat '90. XX wieku
- 5 sierpnia 1990 – Ordynariusz Gdański – Tadeusz Gocłowski CM, dekretem biskupim erygował i ustanowił parafię, a komunikat został ogłoszony podczas uroczystej mszy, przez Zygmunta Pawłowicza – biskupa pomocniczego diecezji gdańskiej;
- Wrzesień 1990 – została wybudowana na potrzeby kultu Bożego tymczasowa prowizoryczna kaplica – barak[2] (rozebrany w 2002);
- 18 lutego 1993 – podpisanie aktu notarialnego dotyczącego działki pod budowę ośrodka duszpasterskiego;
- 3 września 1993 – pierwsze wykopy pod budowę Kościoła;
- 23 lipca 1992 – rozpoczęcie budowy plebanii;
- 1 lipca 1994 – zalano potężną ławę pod budowę wieży kościoła;
- 5 sierpnia 1995 – wmurowanie kamienia węgielnego pod przewodnictwem Tadeusza Gocłowskiego – arcybiskupa metropolity gdańskiego. Kamień pochodzi z kościoła św. Józefa w Nazarecie, który znajduje się przy bazylice Zwiastowania Pańskiego w Nazarecie;
- Listopad 1995 – na plebanię wprowadzają się księża wikariusze i siostry serafitki[3], a ks. prał. Jan Majder dokonał poświęcenia mieszkań i pokoi;
- 27 czerwca 1996 – poświęcenie i otwarcie biura parafialnego;
- 7 grudnia 1996 – na plebanię wprowadza się proboszcz;
- 1997 – kontynuowanie dalszej budowy kościoła;
- 24 grudnia 1998 – pierwsza Pasterka odprawiona w murach budującego się kościoła;
- Kwiecień 1999 – dostarczenie dzwonów kościelnych do parafii;
- 5 czerwca 1999 – poświęcenie dzwonów przez papieża Jana Pawła II podczas sprawowanej Mszy na sopockim Hipodromie w trakcie której także koronował cudowny obraz Matki Boskiej Wejherowskiej, papieskimi koronami. Podczas swojej VII pielgrzymki do Polski;
- 7 czerwca 1999 – udzielenie w murach budującego się kościoła sakramentu bierzmowania przez bpa Zygmunta Pawłowicza;
- 2000 – 16 czerwca odbył się montaż dzwonów na wieży kościoła, a 5 sierpnia odbyło się ich uroczyste uruchomienie[4];
- Listopad 2001 – montaż konstrukcji dachowej;
- 2002 – 26 czerwca na szczycie kościoła zawisła wiecha, we wrześniu odbył się montaż okien, a 25 grudnia abp Tadeusz Gocłowski – metropolita gdański, dokonał pasterskiego 	błogosławieństwa kościoła;
- 2003 – 23 lutego poświęcono organy, a w marcu dokonano montażu zewnętrznych drzwi kościoła;
- 2004 – przez kilka miesięcy zakładano dachówki na dachu;
- 2008 – rozpoczęcie układania granitowej posadzki w kościele, budowa ołtarza i ambony;
- 2009 – wykonanie sedylii i umieszczenie jej wraz z figurą św. Józefa w prezbiterium oraz poświęcenie figury którego dokonał Metropolita Gdański;
- 2010 – umieszczenie i  poświęcenie krzyża w prezbiterium, w grudniu podczas Pasterki poświęcona zostaje chrzcielnica oraz rozpoczyna się wyposażanie kościoła w nowe ławki;
- 7 sierpnia 2018 – konsekracja kościoła, której dokonał abp Sławoj Leszek Głódź – metropolita gdański[5];
- 12 marca 2021 – zmarł ks. kan. Krzysztof Glaza[6], budowniczy kościoła i pierwszy proboszcz parafii. 18 marca 2021 został pochowany w rodzinnym grobie na sopockim cmentarzu „Katolickim”[7].

## Proboszczowie
- 1990–2021: ks. kan. Krzysztof Glaza
- od 19 III 2021: ks. kan. mgr lic. Ireneusz Stożyński[8][9]
  - przewodniczący komisji wizytacyjnej (zespół 3) od 30 IX 2022
  - administrator parafii (2020–2021)